# سیارک ۶۹۳۱
سیارک ۶۹۳۱ (به انگلیسی: 6931 Kenzaburo، نامگذاری:1994VP6) شش هزار و نهصد و سی و یکمین سیارک کشف شده‌است که در ۴ نوامبر ۱۹۹۴ کشف شد.
قدر مطلق سیارک برابر ۱۲٫۱۰ است.